# Никулеску, Моника
Моника Никулеску (рум. Monica Niculescu; род. 25 сентября 1987, Слатина, Румыния) — румынская теннисистка; финалистка одного турнира Большого шлема в парном разряде (Уимблдон-2017); победительница 15 турниров WTA (из них три — в одиночном разряде).
Победительница парного турнира Orange Bowl (2004); финалистка двух юниорских турниров Большого шлема в парном разряде (Открытый чемпионат США-2004, Уимблдон-2005); бывшая пятая ракетка мира в юниорском рейтинге ITF (2005).

## Общая информация
Моника — младшая из двух дочерей Кристианы Сильвии и Михая Никулеску; её сестру зовут Габриэла, она также, в своё время, пробовала играть в женском протуре. Сама же Моника пришла в теннис в пять лет.

## Спортивная карьера

### Начало карьеры
Профессиональную карьеру Никулеску начала в 2002 году в возрасте 14 лет. Первых титулов на турнирах из цикла ITF она добилась в августе того же года на 10-тысячнике в Румынии. В апреле 2004 года Никулеску дебютировала в составе сборной Румынии в отборочном розыгрыше Кубка Федерации. В том сезоне Моника, выступая параллельно на юниорском уровне, смогла выиграть парный разряд турнира Orange Bowl и выйти в финал в парах на юниорском Открытом чемпионате США. В 2005 году также в юниорах Никулеску достигает парного финала на Уимблдонском турнире. К концу 2005 года в активе румынки на турнирах ITF уже значилось 9 одиночных и 9 парных титулов на 10-тысячниках и 2 одиночных и 1 парный титул на 25-тысячниках. За 2006 год в её активе был один титул ITF в одиночках и 5 в парах.
В феврале 2007 года Никулеску впервые сыграла в основной сетке на турнирах WTA-тура. Произошло это на турнире в Дубае, куда румынка попала, получив специальное приглашение. В первом раунде она проиграла 32-й ракетке мира на тот момент Марии Кириленко. Дебют на взрослом турнире серии Большого шлема состоялся в январе 2008 года, когда Моника смогла пройти через квалификацию Открытый чемпионат Австралии. В мае она смогла выиграть 100-тысячник ITF в Кань-сюр-Мере в парном разряде в дуэте с Ренатой Ворачовой. В одиночном рейтинге она впервые в карьере смогла подняться в первую сотню. На дебютном для себя Открытом чемпионате Франции в матче первого раунда Никулеску проигрывает третьей на тот момент в мире Елене Янкович. На Уимблдоне она смогла преодолеть стартовый барьер и выйти во второй раунд, а на Открытом чемпионате США вновь проигрывает в первом. В августе румынка вышла в первый финал WTA в парном разряде. Произошло это на хардовом турнире в Нью-Хейвене, где она сыграла с Сораной Кырстей. В октябре Никулеску вышла в первый четвертьфинал WTA в одиночках на турнире в Ташкенте.
В сезоне 2009 года Никулеску первый раз прошла в четвертьфинал в мае на турнире в Страсбурге. В июле совместно с россиянкой Алисой Клейбановой выиграла парный трофей соревнований в Будапеште. Этот титул стал первым в карьере Монике на турнирах WTA. В августе в парах она смогла дойти до финала турнира в Станфорде в партнёрстве с Чжань Юнжань. В сентябре Никулеску во второй раз в сезоне дошла до четвертьфинала на турнире в Ташкенте.

### 2010—2013 (первый одиночный титул WTA)
В январе 2010 года Моника в парном разряде с Чжань Юнжань вышла в финал турнира в Хобарте. На Открытом чемпионате Франции она смогла выйти в четвертьфинал также парных соревнований, сделав это в дуэте с Шахар Пеер. В июле в паре с венгеркой Агнеш Савай Моника выходит в финал турнира в Праге. В сентябре она традиционно смогла хорошо выступить на турнире в Ташкенте, выйдя в этом сезоне в полуфинал.
В январе 2011 года Никулеску впервые вышла в третий раунд Большого шлема на Открытом чемпионате Австралии. Следующим заметным результатом в сезоне стал выход в полуфинал грунтового турнира в Оэйраше в мае. В июле на турнире в Баку она проходит в финал парных соревнований в команде с Галиной Воскобоевой. В августе Никулеску смогла доиграть до четвёртого раунда Открытого чемпионата США. Вначале октября через квалификацию она отбирается на турнир в Пекине, где в матче первого раунда выбивает с турнира № 6 в мире на тот момент Ли На. Выиграв затем ещё три встречи, румынка смогла выйти в полуфинал. В конце месяца она сыграла в первом индивидуальном финале в туре. Моника добилась этого результата на турнире в Люксембурге, где в решающем матче проиграла третьей ракетке мира Виктории Азаренко со счётом 2-6, 2-6. По итогам сезона она смогла попасть в Топ-30 одиночного рейтинга.
В январе 2012 года Никулеску с соотечественницей Ириной-Камелией Бегу выигрывает парные соревнования турнира в Хобарте. На Открытом чемпионате Австралии их дуэт прошёл в четвертьфинал, а в одиночном разряде Моника смогла выйти в третий раунд. В феврале на турнире в Дохе в матче второго раунда Никулеску смогла переиграть теннисистку из Топ-10 Веру Звонарёва, а по итогу турнира смогла попасть в четвертьфинал. В сентябре она сыграла в финале в парном разряде на турнире в Гуанчжоу (с Ярмилой Гайдошовой). В октябре второй год подряд Моника вышла в финал турнира в Люксембурге. На этот раз в борьбе за чемпионский титул её обыгрывает Винус Уильямс — 2-6, 3-6. На этом же турнире она смогла пройти и в парный финал совместно с Ириной-Камелией Бегу, но, как и в одиночках, титул она не завоевала. В начале ноября Никулеску смогла выиграть 50-тысячник ITF в Нанте.
Сезон 2013 года 25-летняя румынка начала с выхода в полуфинал на турнире в Шэньчжэне и четвертьфинал в Хобарте. В начале марта она смогла завоевать свой первый одиночный титул на турнирах WTA. Этого она добилась на турнире во Флорианополисе, где в решающем матче она переиграла россиянку Ольгу Пучкову со счётом 6-2, 4-6, 6-4. В апреле она вышла в полуфинал на турнире в Монтеррее. В июне Никулеску с чешкой Кларой Закопаловой сыграла в парном финале на траве в Истборне. В начале августа Моника выходит в 1/4 финала турнира в Вашингтоне.

### 2014—2017 (парный финал Уимблдона)
На старте сезона 2014 года Никулеску вышла в четвертьфинал турнира в Шэньчжэне и там же завоевала парный трофей в альянсе с Кларой Закопаловой. Через неделю на турнире в Хобрате она повторяет этот результат, пройдя в 1/4 финала в одиночка и выиграв пару с Закопаловой. На Открытом чемпионате Австралии в матче второго раунда румынка выбила с турнира № 15 посева Сабину Лисицки, а в третьем проиграла № 22 Екатерине Макаровой. В феврале она не смогла защитить прошлогодний титул во Флорианополисе, закончив выступления в четвертьфинале. В апреле румынка с Кларой Коукаловой вышла в парный финал на турнире в Катовице. В июле у себя на родине в Бухаресте она смогла выйти в полуфинал. Главного успеха в сезоне Моника добилась в сентябре на турнире в Гуанчжоу. Она выиграла свой второй одиночный титул в WTA-туре, переиграв в финале Ализе Корне — 6-4, 6-0.
Начало сезона 2015 года сложилось для Никулеску неудачно. На всех турнирах она выбывала на ранних стадиях. В парном разряде она один раз смогла дойти до финала — в январе в Хобарте в альянсе с Виталией Дьяченко. В июне после поражения в первом раунде на Ролан Гаррос Моника приняла участие в 100-тысячнике ITF в Марселе и сумела стать его победительницей. В июне на травяном турнире в Ноттингеме она вышла в финал, переиграв в 1/2 финала первую сеянную на турнире Агнешку Радваньскую (5-7, 6-4, 6-0). В финальном матче Никулеску проиграла Ане Конюх со счётом 6-1, 4-6, 2-6. На Уимблдонском турнире Никулеску впервые в карьере прошла до стадии четвёртого раунда. В июле она вышла в полуфинал в Бухаресте, а в августе в четвертьфинал в Вашингтоне. Следующего четвертьфинала она добилась в сентябре на турнире в Гуанчжоу, где год назад становилась чемпионкой. В начале октября на турнире серии Премьер 5 в Ухане Никулеску вышла в парный финал совместно с Бегу. В конце месяца румынки вышли ещё в один совместный парный финал на турнире в Москве. В концовке сезона Монике удалось сделать победный дубль на 100-тысячнике ITF в Пуатье, выиграв одиночные и парные соревнования.
В начале 2016 года Никулеску выигрывает парный приз турнира в Шэньчжэне в дуэте с Ваней Кинг. В феврале в матче первого раунда кубка Федерации румынки встретились с действующими обладателями трофея сборной Чехии. Никулеску смогла обыграть девятую ракетку мира Петру Квитову, но проиграла № 13 в мире Каролине Плишковой. В итоге Румыния уступила со счётом 2-3. В июле в дуэте с Яниной Викмайер она победила в парных соревнованиях на турнире в Вашингтоне. В августе на премьер-турнире в Монреале Никулеску сыграла финал в парах совместно с Симоной Халеп. Затем Моника сыграла на первых для себя Олимпийских играх. которые проводились в Рио-де-Жанейро. В парном разряде с Бегу она выбыла на старте, а в одиночном турнире снялась на стадии второго раунда. В конце месяца румынка выиграла ещё один парный титул на турнире в Нью-Хейвене, разделив этот успех с известной парницей Саней Мирзой. На Открытом чемпионате США она прошла в третий раунд. В сентябре Никулеску вышла в финал на хардовом турнире в Сеуле, в котором не смогла одолеть Лару Арруабаррену — 0-6, 6-2, 0-6. Зато в октябре ей удается выиграть турнир в Люксембурге. По ходу турнирной сетки в соперницы Никулеску достались три первых номера посева. В четвертьфинале № 2 посева Каролина Возняцки не вышла на матч против румынки из-за травмы. В полуфинале Моника обыграла № 3 посева Кики Бертенс, а в финале со счётом 6-4, 6-0 первую сеянную на турнире Петру Квитову. В Люксембурге Никулеску также сыграла и в парном финале, однако в команде с Патричей Марией Циг не смогла победить.
В январе 2017 года Никулеску сыграла ещё один финал на турнире в Хобарте. В решающий момент её неожиданно переиграла 127-я ракетка мира Элизе Мертенс. В апреле с Се Шувэй она выиграла парный приз на новом турнире в календаре WTA в Биле. В июле на Уимблдонском турнире Никулеску сыграла в команде ещё с одной представительницей Тайваня Чжань Хаоцин. Их партнёрство принесло хороший результат. Впервые в карьере обе теннисистки вышли в финал турнира серии Большого шлема. В главном матче за престижный трофей они по всем статьям проиграли российскому дуэту Елена Веснина и Екатерина Макарова. Их встреча закончилась сухим поражением со счётом 0-6, 0-6. В августе 2017 года на харде Никулеску вышла в четвертьфинал турнира в Вашингтоне. В парном разряде она смогла выйти в финал турнира в Цинциннати совместно с Се Шувэй. На Открытом чемпионате США Моника второй год подряд доиграла до третьего раунда в одиночном разряде. В октябре на турнире в Пекине в первом раунде смогла выиграть у № 7 в мире Йоханны Конта, однако после этого успеха уже проиграла Пэн Шуай. В концовке сезона Никулеску смогла победить на турнире младшей серии WTA 125 — в Лиможе.

### 2018—2022
В январе на турнире WTA-тура в Хобарте Никулеску дошла до четвертьфинала, где отказалась от дальнейшего участия в турнире. Открытый чемпионат Австралии завершился в первом круге поражением от соперницы из Германии Моны Бартель. Зато в парном разряде Никулеску совместно с соотечественницей Ириной-Камелией Бегу дошла до полуфинала. В начале февраля на турнире в Гаосюне (Тайвань) Моника дошла до четвертьфинала где уступила Сабине Лисицки из Германии. По ходу турнира румынка смогла выбить из борьбы шестую сеянную на турнире Зарину Дияс из Казахстана. На турнире серии Премьер 5 в Дохе Никулесу, нача с квалификации, обыграла Марию Шарапову и Магдалену Рыбарикову и прошла в третий раунд, в котором проиграла Каролине Возняцки. В марте она, также пройдя квалификацию, добралась до третьего раунда крупного турнира в Майами. В начале апреля в парном рейтинге Никулеску смогла впервые в карьере подняться на 11-ю строчку.
В начале 2019 года Никулеску через квалификацию попала на турнир в Шэньчжэне и доиграла до четвертьфинала. В феврале она взяла парный приз турнира в Хуахине. В марте на крупном турнире в Майами Никулеску прошла квалификационный отбор и, доиграв до второго раунда, нанесла поражение Гарбинье Мугурусе. В июне она выиграла титул на 100-тысячнике из цикла ITF в Илкли. В августе в команде с Маргаритой Гаспарян Никулеску вышла в парный финал турнира в Нью-Йорке. На Открытом чемпионате США она проиграла в первом раунде (как и в Австралии и на Уимблдоне) украинке Даяне Ястремской в трёх сетах.
Следующий парный финал Никулеску сыграла уже в августе 2020 года на турнире в Праге в альянсе с Йоаной Ралукой Олару. В марте 2021 года Никулеску на Премьер-турнире в Дохе сыграла в паре с Еленой Остапенко и также вышла в финал. Летом на Олимпийских играх она сыграла в партнёрстве с Олару и румынки проиграла на стадии второго раунда. В сентябре в паре с ещё одной румынкой Еленой-Габриэлой Русе она смогла выйти в четвертьфинал Открытого чемпионата США. Осенью на турнире в Нур-Султане она завоевала свой десятый парный титул, сделав это совместно с Анной-Леной Фридзам из Германии.

## Итоговое место в рейтинге WTA по годам
| Год  | Одиночный рейтинг | Парный рейтинг |
| 2024 |                   | 33             |
| 2023 | 944               | 41             |
| 2022 |                   | 47             |
| 2021 | 267               | 39             |
| 2020 | 144               | 53             |
| 2019 | 116               | 487            |
| 2018 | 78                | 48             |
| 2017 | 100               | 23             |
| 2016 | 39                | 19             |
| 2015 | 39                | 33             |
| 2014 | 47                | 38             |
| 2013 | 60                | 70             |
| 2012 | 58                | 27             |
| 2011 | 30                | 50             |
| 2010 | 83                | 30             |
| 2009 | 101               | 30             |
| 2008 | 47                | 36             |
| 2007 | 179               | 131            |
| 2006 | 222               | 159            |
| 2005 | 268               | 218            |
| 2004 | 430               | 485            |
| 2003 | 451               | 369            |
| 2002 | 875               | 699            |

## Выступления на турнирах

### Финалы турнировWTAв одиночном разряде (8)

#### Победы (3)
| Легенда: До 2009 года       | Легенда: С 2009 года                       |
| --------------------------- | ------------------------------------------ |
| Турниры Большого шлема (0)* |                                            |
| Олимпиада (0)               |                                            |
| Итоговый турнир WTA (0)     |                                            |
| 1-я категория (0)           | Premier Mandatory / WTA 1000 Mandatory (0) |
| 2-я категория (0)           | Premier 5 / WTA 1000 (0)                   |
| 3-я категория (0)           | Premier / WTA 500 (0+3)                    |
| 4-я категория (0)           | International / WTA 250 (3+9)              |
| 5-я категория (0)           | International / WTA 250 (3+9)              |

| Титулы по покрытиям | Титулы по месту проведения матчей турнира |
| ------------------- | ----------------------------------------- |
| Хард (3+10)*        | Зал (1+2)                                 |
| Грунт (0+2)         | Зал (1+2)                                 |
| Трава (0)           | Открытый воздух (2+10)                    |
| Ковёр (0)           | Открытый воздух (2+10)                    |

* количество побед в одиночном разряде + количество побед в парном разряде.
| №  | Дата             | Турнир                  | Покрытие   | Соперница в финале | Счёт        |
| 1. | 2 марта 2013     | Флорианополис, Бразилия | Хард       | Ольга Пучкова      | 6-2 4-6 6-4 |
| 2. | 21 сентября 2014 | Гуанчжоу, Китай         | Хард       | Ализе Корне        | 6-4 6-0     |
| 3. | 22 октября 2016  | Люксембург              | Хард (зал) | Петра Квитова      | 6-4 6-0     |

#### Поражения (5)
| №  | Дата             | Турнир                    | Покрытие   | Соперница в финале | Счёт        |
| 1. | 23 октября 2011  | Люксембург                | Хард (зал) | Виктория Азаренко  | 2-6 2-6     |
| 2. | 21 октября 2012  | Люксембург (2)            | Хард (зал) | Винус Уильямс      | 2-6 3-6     |
| 3. | 14 июня 2015     | Ноттингем, Великобритания | Трава      | Ана Конюх          | 6-1 4-6 2-6 |
| 4. | 25 сентября 2016 | Сеул, Южная Корея         | Хард       | Лара Арруабаррена  | 0-6 6-2 0-6 |
| 5. | 14 января 2017   | Хобарт, Австралия         | Хард       | Элизе Мертенс      | 3-6 1-6     |

### Финалы турнировWTA 125иITFв одиночном разряде (25)

#### Победы (20)
| Легенда:                     |
| ---------------------------- |
| WTA 125 (1+4)*               |
| 100.000 USD (3+4)            |
| 80.000 (75.000)** USD (0+1)  |
| 60.000 (50.000)** USD (1+1)  |
| 25.000 USD (6+6)             |
| 15.000 (10.000)** USD (9+11) |

* призовой фонд до 2017 года
| Титулы по покрытиям | Титулы по месту проведения матчей турнира |
| ------------------- | ----------------------------------------- |
| Хард (9+8)*         | Зал (4+4)                                 |
| Грунт (10+18)       | Зал (4+4)                                 |
| Трава (1+1)         | Открытый воздух (16+23)                   |
| Ковёр (0)           | Открытый воздух (16+23)                   |

* количество побед в одиночном разряде + количество побед в парном разряде.
| №   | Дата            | Турнир                  | Покрытие   | Соперница в финале     | Счёт        |
| 1.  | 18 августа 2002 | Бухарест, Румыния       | Грунт      | Цветана Пиронкова      | 6-1 7-6(4)  |
| 2.  | 13 апреля 2003  | Цавтат, Хорватия        | Грунт      | Дарья Юрак             | 6-4 6-1     |
| 3.  | 31 августа 2003 | Тимишоара, Румыния      | Грунт      | Варвара Рисник Уртеага | 6-2 6-3     |
| 4.  | 15 февраля 2004 | Албуфейра, Португалия   | Хард       | Ирина Коткина          | 6-1 3-6 6-0 |
| 5.  | 22 февраля 2004 | Портиман, Португалия    | Хард       | Надя Павич             | 6-4 7-6(3)  |
| 6.  | 23 мая 2004     | Бухарест, Румыния       | Грунт      | Симона-Юлия Матей      | 6-2 6-2     |
| 7.  | 22 августа 2004 | Яссы, Румыния           | Грунт      | Иоана-Ралука Олару     | 7-6(5) 6-0  |
| 8.  | 20 марта 2005   | Каир, Египет            | Грунт      | Галина Фокина          | 6-4 6-2     |
| 9.  | 27 марта 2005   | Айн-Сухна, Египет       | Грунт      | Магдалена Рыбарикова   | 6-3 6-4     |
| 10. | 15 мая 2005     | Анталья, Турция         | Грунт      | Екатерина Деголевич    | 6-2 6-2     |
| 11. | 21 августа 2005 | Коимбра, Португалия     | Хард       | Араван Резаи           | 6-3 6-1     |
| 12. | 23 июля 2006    | Дармштадт, Германия     | Грунт      | Магда Михалаке         | 6-0 6-1     |
| 13. | 28 октября 2007 | Стамбул, Турция         | Хард (зал) | Оксана Любцова         | 6-2 6-0     |
| 14. | 11 ноября 2007  | Порт-Пири, Австралия    | Хард       | Хуан Исюань            | 6-1 6-2     |
| 15. | 25 ноября 2007  | Маунт-Гамбир, Австралия | Хард       | Ли Йе-Ра               | 6-3 6-1     |
| 16. | 4 ноября 2012   | Нант, Франция           | Хард (зал) | Юлия Путинцева         | 6-2 6-3     |
| 17. | 7 июня 2015     | Марсель, Франция        | Грунт      | Полин Пармантье        | 6-2 7-5     |
| 18. | 1 ноября 2015   | Пуатье, Франция         | Хард (зал) | Полин Пармантье        | 7-5 6-2     |
| 19. | 12 ноября 2017  | Лимож, Франция          | Хард (зал) | Антония Лоттнер        | 6-4 6-2     |
| 20. | 23 июня 2019    | Илкли, Великобритания   | Трава      | Тимея Бабош            | 6-2 4-6 6-3 |

#### Поражения (5)
| №  | Дата             | Турнир              | Покрытие   | Соперница в финале         | Счёт           |
| 1. | 9 июля 2006      | Штутгарт, Германия  | Грунт      | Евгения Савранская         | 6-7(4) 5-7     |
| 2. | 13 августа 2006  | Коимбра, Португалия | Хард       | Келли Лигган               | 0-6 6-7(7)     |
| 3. | 30 сентября 2007 | Гранада, Испания    | Хард       | Мария Хосе Мартинес Санчес | 3-6 4-6        |
| 4. | 9 ноября 2008    | Краков, Польша      | Хард (зал) | Энн Кеотавонг              | 6-7(4) 6-4 3-6 |
| 5. | 25 июля 2010     | Петанж, Люксембург  | Грунт      | Матильда Юханссон          | 3-6 3-6        |

### Финалы турниров Большого шлема в парном разряде (1)

#### Поражение (1)
| №  | Год  | Турнир   | Покрытие | Партнёрша    | Соперницы в финале               | Счёт    |
| 1. | 2017 | Уимблдон | Трава    | Чжань Хаоцин | Елена Веснина Екатерина Макарова | 0-6 0-6 |

### Финалы турнировWTAв парном разряде (37)

#### Победы (12)
| №   | Дата            | Турнир                | Покрытие   | Партнёрша          | Соперницы в финале                   | Счёт                 |
| 1.  | 12 июля 2009    | Будапешт, Венгрия     | Грунт      | Алиса Клейбанова   | Алёна Бондаренко Катерина Бондаренко | 6-4 7-6(5)           |
| 2.  | 14 января 2012  | Хобарт, Австралия     | Хард       | Ирина-Камелия Бегу | Чжуан Цзяжун Марина Эракович         | 6-7(4) 7-6(4) [10-5] |
| 3.  | 4 января 2014   | Шэньчжэнь, Китай      | Хард       | Клара Закопалова   | Людмила Киченок Надежда Киченок      | 6-3 6-4              |
| 4.  | 11 января 2014  | Хобарт, Австралия (2) | Хард       | Клара Закопалова   | Лиза Реймонд Чжан Шуай               | 6-2 6-7(5) [10-8]    |
| 5.  | 9 января 2016   | Шэньчжэнь, Китай (2)  | Хард       | Ваня Кинг          | Сюй Ифань Чжэн Сайсай                | 6-1 6-4              |
| 6.  | 24 июля 2016    | Вашингтон, США        | Хард       | Янина Викмайер     | Сюко Аояма Риса Одзаки               | 6-4 6-3              |
| 7.  | 27 августа 2016 | Нью-Хейвен, США       | Хард       | Саня Мирза         | Катерина Бондаренко Чжуан Цзяжун     | 7-5 6-4              |
| 8.  | 16 апреля 2017  | Биль, Швейцария       | Хард (зал) | Се Шувэй           | Тимея Бачински Мартина Хингис        | 5-7 6-3 [10-7]       |
| 9.  | 3 февраля 2019  | Хуахин, Таиланд       | Хард       | Ирина-Камелия Бегу | Анна Блинкова Ван Яфань              | 2-6 6-1 [12-10]      |
| 10. | 2 октября 2021  | Нур-Султан, Казахстан | Хард (зал) | Анна-Лена Фридзам  | Ангелина Габуева Анастасия Захарова  | 6-2 4-6 [10-5]       |
| 11. | 25 мая 2024     | Страсбург, Франция    | Грунт      | Кристина Букша     | Эйжа Мухаммад Алдила Сутджиади       | 3-6 6-4 [10-6]       |
| 12. | 24 августа 2024 | Монтеррей, Мексика    | Хард       | Го Ханьюй          | Гильяна Ольмос Александра Панова     | 3-6 6-3 [10-4]       |

#### Поражения (25)
| №   | Дата             | Турнир                    | Покрытие   | Партнёрша          | Соперницы в финале                    | Счёт              |
| 1.  | 23 августа 2008  | Нью-Хейвен, США           | Хард       | Сорана Кырстя      | Квета Пешке Лиза Реймонд              | 6-4 5-7 [7-10]    |
| 2.  | 2 августа 2009   | Станфорд, США             | Хард       | Чжань Юнжань       | Винус Уильямс Серена Уильямс          | 4-6 1-6           |
| 3.  | 16 января 2010   | Хобарт, Австралия         | Хард       | Чжань Юнжань       | Квета Пешке Чжуан Цзяжун              | 6-3 3-6 [7-10]    |
| 4.  | 18 июля 2010     | Прага, Чехия              | Грунт      | Агнеш Савай        | Тимея Бачински Татьяна Гарбин         | 5-7 6-7(4)        |
| 5.  | 24 июля 2011     | Баку, Азербайджан         | Хард       | Галина Воскобоева  | Мария Корытцева Татьяна Пучек         | 3-6 6-2 [8-10]    |
| 6.  | 22 сентября 2012 | Гуанчжоу, Китай           | Хард       | Ярмила Гайдошова   | Тамарин Танасугарн Чжан Шуай          | 6-2 2-6 [8-10]    |
| 7.  | 21 октября 2012  | Люксембург                | Хард (зал) | Ирина-Камелия Бегу | Андреа Главачкова Луция Градецкая     | 3-6 4-6           |
| 8.  | 22 июня 2013     | Истборн, Великобритания   | Трава      | Клара Закопалова   | Надежда Петрова Катарина Среботник    | 3-6 3-6           |
| 9.  | 13 апреля 2014   | Катовице, Польша          | Хард (зал) | Клара Коукалова    | Юлия Бейгельзимер Ольга Савчук        | 4-6 7-5 [7-10]    |
| 10. | 17 января 2015   | Хобарт, Австралия (2)     | Хард       | Виталия Дьяченко   | Кики Бертенс Юханна Ларссон           | 5-7 3-6           |
| 11. | 3 октября 2015   | Ухань, Китай              | Хард       | Ирина-Камелия Бегу | Саня Мирза Мартина Хингис             | 2-6 3-6           |
| 12. | 24 октября 2015  | Москва, Россия            | Хард (зал) | Ирина-Камелия Бегу | Елена Веснина Дарья Касаткина         | 3-6 7-6(7) [5-10] |
| 13. | 31 июля 2016     | Монреаль, Канада          | Хард       | Симона Халеп       | Елена Веснина Екатерина Макарова      | 3-6 6-7(5)        |
| 14. | 22 октября 2016  | Люксембург (2)            | Хард (зал) | Патрича Мария Циг  | Кики Бертенс Юханна Ларссон           | 6-4 5-7 [9-11]    |
| 15. | 15 июля 2017     | Уимблдон                  | Трава      | Чжань Хаоцин       | Елена Веснина Екатерина Макарова      | 0-6 0-6           |
| 16. | 19 августа 2017  | Цинциннати, США           | Хард       | Се Шувэй           | Мартина Хингис Чжань Юнжань           | 6-4 4-6 [7-10]    |
| 17. | 23 августа 2019  | Нью-Йорк, США             | Хард       | Маргарита Гаспарян | Мария Хосе Мартинес Санчес Дарья Юрак | 5-7 6-2 [7-10]    |
| 18. | 16 августа 2020  | Прага, Чехия              | Грунт      | Ралука Олару       | Луция Градецкая Кристина Плишкова     | 2-6 2-6           |
| 19. | 5 марта 2021     | Доха, Катар               | Хард       | Елена Остапенко    | Николь Мелихар Деми Схюрс             | 2-6 6-2 [8-10]    |
| 20. | 20 мая 2022      | Рабат, Марокко            | Грунт      | Александра Панова  | Макото Ниномия Эри Ходзуми            | 7-6(7) 3-6 [8-10] |
| 21. | 12 июня 2022     | Ноттингем, Великобритания | Трава      | Кэролайн Доулхайд  | Беатрис Хаддад Майя Чжан Шуай         | 6-7(2) 3-6        |
| 22. | 2 июля 2023      | Бад-Хомбург, Германия     | Трава      | Эри Ходзуми        | Ингрид Гамарра Мартинс Лидия Морозова | 0-6 6-7(3)        |
| 23. | 5 августа 2023   | Вашингтон, США            | Хард       | Алекса Гуарачи     | Вера Звонарёва Лаура Зигемунд         | 4-6 4-6           |
| 24. | 20 октября 2024  | Осака, Япония             | Хард       | Кристина Букша     | Лаура Зигемунд Эна Сибахара           | 6-3 2-6 [2-10]    |
| 25. | 11 января 2025   | Хобарт, Австралия (3)     | Хард       | Фанни Штоллар      | У Фансянь Цзян Синьюй                 | 1-6 6-7(6)        |

### Финалы турнировWTA 125иITFв парном разряде (46)

#### Победы (27)
| №   | Дата            | Турнир                    | Покрытие   | Партнёрша            | Соперницы в финале                 | Счёт                 |
| 1.  | 1 сентября 2002 | Бухарест, Румыния         | Грунт      | Габриэла Никулеску   | Ивета Герлова Нина Ниттингер       | 6-2 6-2              |
| 2.  | 6 апреля 2003   | Макарска, Хорватия        | Грунт      | Габриэла Никулеску   | Мария Кунова Дарья Юрак            | 6-2 6-2              |
| 3.  | 23 мая 2004     | Бухарест, Румыния         | Грунт      | Габриэла Никулеску   | Ленора Лазарою Андра-Юлия Саву     | 6-4 6-2              |
| 4.  | 18 июля 2004    | Бухарест, Румыния         | Грунт      | Мэдэлина Гожня       | Ирис Ичим Лиана-Габриэла Унгур     | 6-4 6-1              |
| 5.  | 15 августа 2004 | Тыргу-Муреш, Румыния      | Грунт      | Габриэла Никулеску   | Симона-Юлия Матей Барбара Поца     | 7-5 6-1              |
| 6.  | 22 августа 2004 | Яссы, Румыния             | Грунт      | Габриэла Никулеску   | Ева Валкова Надин Шлоттерер        | 7-5 6-1              |
| 7.  | 20 марта 2005   | Каир, Египет              | Грунт      | Габриэла Никулеску   | Анна Андреева Валерия Бондаренко   | 6-2 6-3              |
| 8.  | 27 марта 2005   | Айн-Сухна, Египет         | Грунт      | Габриэла Никулеску   | Сара Раб Лаура-Рамона Хусару       | 6-1 6-1              |
| 9.  | 8 мая 2005      | Анталья, Турция           | Грунт      | Габриэла Никулеску   | Ирина Бурячок Ольга Панова         | 6-3 6-4              |
| 10. | 15 мая 2005     | Анталья, Турция           | Грунт      | Габриэла Никулеску   | Катрин Вёрле Рената Куцеркова      | 6-7(0) 6-0 6-0       |
| 11. | 12 мая 2006     | Бухарест, Румыния         | Грунт      | Габриэла Никулеску   | Сорана Кырстя Диана Энаке          | 6-3 6-0              |
| 12. | 23 июня 2006    | Бухарест, Румыния         | Грунт      | Габриэла Никулеску   | Неда Козич Ралука Чулей            | 6-2 6-1              |
| 13. | 9 июля 2006     | Штутгарт, Германия        | Грунт      | Рената Ворачова      | Станислава Грозенска Ева Фислова   | 6-2 6-7(4) 7-5       |
| 14. | 23 июля 2006    | Дармштадт, Германия       | Грунт      | Евгения Савранская   | Даниэла Клеменшиц Сандра Клеменшиц | 1-6 6-0 6-1          |
| 15. | 9 сентября 2006 | Местре, Италия            | Грунт      | Рената Ворачова      | Татьяна Малек Маргалита Чахнашвили | 6-4 3-6 6-4          |
| 16. | 6 апреля 2007   | Путиньяно, Италия         | Хард       | Андрея Клепач        | Джессика Киркленд Кармен Клашка    | 6-2 7-5              |
| 17. | 15 июля 2007    | Дармштадт, Германия       | Грунт      | Екатерина Деголевич  | Хилари Барте Татьяна Пряхин        | 6-4 7-5              |
| 18. | 23 ноября 2007  | Маунт-Гамбир, Австралия   | Хард       | Антония Матич        | Труди Мусгрейв Софи Фергюсон       | 5-7 6-3 [10-8]       |
| 19. | 15 декабря 2007 | Дубай, ОАЭ                | Хард       | Марина Эракович      | Анна Лапущенкова Юлиана Федак      | 7-6(1) 6-4           |
| 20. | 4 мая 2008      | Кань-сюр-Мер, Франция     | Грунт      | Рената Ворачова      | Жюли Куэн Мари-Эв Пеллетье         | 6-7(2) 6-1 [10-5]    |
| 21. | 25 июля 2010    | Петанж, Люксембург        | Грунт      | Шэрон Фичмен         | Софи Лефевр Лора Торп              | 6-4 6-2              |
| 22. | 1 ноября 2015   | Пуатье, Франция           | Хард (зал) | Кристина-Андрея Миту | Стефани Форетц Амандин Эсс         | 6-7(5) 7-6(2) [10-8] |
| 23. | 20 июня 2021    | Ноттингем, Великобритания | Трава      | Елена-Габриэла Русе  | Сторм Сандерс Присцилла Хон        | 7-5 7-5              |
| 24. | 19 декабря 2021 | Лимож, Франция            | Хард (зал) | Вера Звонарёва       | Эстель Касино Жессика Понше        | 6-4 6-4              |
| 25. | 10 декабря 2023 | Анже, Франция             | Хард (зал) | Кристина Букша       | Анна Данилина Александра Панова    | 6-1 6-3              |
| 26. | 6 октября 2024  | Гонконг                   | Хард       | Елена-Габриэла Русе  | Макото Ниномия Нао Хибино          | 6-3 5-7 [10-5]       |
| 27. | 8 декабря 2024  | Анже, Франция             | Хард (зал) | Елена-Габриэла Русе  | Белинда Бенчич Селин Неф           | 6-3 6-4              |

#### Поражения (19)
| №   | Дата             | Турнир               | Покрытие   | Партнёрша            | Соперницы в финале                               | Счёт              |
| 1.  | 18 августа 2002  | Бухарест, Румыния    | Грунт      | Габриэла Никулеску   | Родослава Топалова Виргиния Трифонова            | 4-6 6-3 3-6       |
| 2.  | 16 марта 2003    | Макарска, Хорватия   | Грунт      | Габриэла Никулеску   | Даниэла Клеменшиц Штефани Хайднер                | 6-3 6-7(7) 4-6    |
| 3.  | 20 апреля 2003   | Дубровник, Хорватия  | Грунт      | Габриэла Никулеску   | Мервана Югич-Салкич Дарья Юрак                   | 2-6 6-4 2-6       |
| 4.  | 17 августа 2003  | Бухарест, Румыния    | Грунт      | Габриэла Никулеску   | Анна Бастрикова Елена Веснина                    | 4-6 4-6           |
| 5.  | 31 августа 2003  | Тимишоара, Румыния   | Грунт      | Габриэла Никулеску   | Юлия Ач Василиса Давыдова                        | 4-6 3-6           |
| 6.  | 16 апреля 2005   | Чивитавеккья, Италия | Грунт      | Габриэла Никулеску   | Луция Градецкая Сандра Заглавова                 | 4-6 3-6           |
| 7.  | 22 октября 2005  | Севилья, Испания     | Грунт      | Габриэла Никулеску   | Мария Хосе Мартинес Санчес Сара Эррани           | 2-6 6-7(5)        |
| 8.  | 9 апреля 2006    | Афины, Греция        | Грунт      | Габриэла Никулеску   | Ольга Брозда Маргит Рюйтель                      | 6-2 4-6 2-6       |
| 9.  | 11 мая 2007      | Джуния, Ливан        | Грунт      | Мэдэлина Гожня       | Анастасия Екимова Татьяна Пучек                  | 5-7 0-6           |
| 10. | 3 августа 2007   | Бухарест, Румыния    | Грунт      | Михаэла Бузарнеску   | Сорана Кырстя Агнеш Сатмари                      | Без игры          |
| 11. | 23 сентября 2007 | Мадрид, Испания      | Хард       | Евгения Савранская   | Мария Хосе Мартинес Санчес Аранча Парра Сантонха | 1-6 6-7(4)        |
| 12. | 30 сентября 2007 | Гранада, Испания     | Хард       | Александра Дулгеру   | Марта Марреро Мария Хосе Мартинес Санчес         | 4-6 1-6           |
| 13. | 26 октября 2008  | Пуатье, Франция      | Хард (зал) | Акгуль Аманмурадова  | Петра Цетковская Луция Шафаржова                 | 4-6 4-6           |
| 14. | 2 ноября 2008    | Братислава, Словакия | Хард (зал) | Акгуль Аманмурадова  | Андреа Главачкова Луция Градецкая                | 6-7(1) 1-6        |
| 15. | 10 июля 2010     | Биарриц, Франция     | Грунт      | Лурдес Домингес Лино | Юлия Гёргес Шэрон Фичмен                         | 5-7 4-6           |
| 16. | 27 октября 2013  | Пуатье, Франция      | Хард (зал) | Кристина Макхейл     | Луция Градецкая Михаэлла Крайчек                 | 6-7(5) 2-6        |
| 17. | 12 декабря 2021  | Анже, Франция        | Хард (зал) | Вера Звонарёва       | Тереза Мигаликова Грет Миннен                    | 6-4 1-6 [8-10]    |
| 18. | 23 июля 2023     | Яссы, Румыния        | Хард (зал) | Ирина Мария Бара     | Вероника Эрьявец Далила Якупович                 | 4-6 4-6           |
| 19. | 19 мая 2024      | Париж, Франция       | Грунт      | Чжу Линь             | Эйжа Мухаммад Алдила Сутджиади                   | 6-7(3) 6-4 [9-11] |

## История выступлений на турнирах
По состоянию на 23 декабря 2024 года
Для того, чтобы предотвратить неразбериху и удваивание счета, информация в этой таблице корректируется только по окончании турнира или по окончании участия там данного игрока.
| Турнир                       | 2008  | 2009          | 2010          | 2011          | 2012  | 2013          | 2014          | 2015          | 2016  | 2017          | 2018          | 2019          | 2020          | 2021  | 2022          | 2023          | 2024  | Итог   | В/П за карьеру |
| ---------------------------- | ----- | ------------- | ------------- | ------------- | ----- | ------------- | ------------- | ------------- | ----- | ------------- | ------------- | ------------- | ------------- | ----- | ------------- | ------------- | ----- | ------ | -------------- |
| Турниры Большого шлема       |       |               |               |               |       |               |               |               |       |               |               |               |               |       |               |               |       |        |                |
| Открытый чемпионат Австралии | -     | 2Р            | 3Р            | 2Р            | 1/4   | 3Р            | 2Р            | 2Р            | 1Р    | 1Р            | 1/2           | 3Р            | 3Р            | 1Р    | -             | 3Р            | 1Р    | 0 / 15 | 21-15          |
| Открытый чемпионат Франции   | 2Р    | 3Р            | 1/4           | 3Р            | 2Р    | 3Р            | 2Р            | 1Р            | -     | -             | -             | -             | 2Р            | 3Р    | 2Р            | 1Р            | 3Р    | 0 / 13 | 18-13          |
| Уимблдонский турнир          | 2Р    | 3Р            | 2Р            | 2Р            | 2Р    | 1Р            | 2Р            | 2Р            | 1Р    | Ф             | 3Р            | 3Р            | НП            | 2Р    | 1Р            | 1Р            | -     | 0 / 15 | 18-15          |
| Открытый чемпионат США       | 2Р    | 3Р            | 3Р            | 1Р            | 1Р    | 1Р            | 2Р            | 2Р            | 3Р    | 3Р            | 2Р            | 1Р            | -             | 1/4   | 1Р            | 1Р            | 1Р    | 0 / 16 | 15-16          |
| Итог                         | 0 / 3 | 0 / 4         | 0 / 4         | 0 / 4         | 0 / 4 | 0 / 4         | 0 / 4         | 0 / 4         | 0 / 3 | 0 / 3         | 0 / 3         | 0 / 3         | 0 / 2         | 0 / 4 | 0 / 3         | 0 / 4         | 0 / 3 | 0 / 59 |                |
| В/П в сезоне                 | 3-3   | 7-4           | 8-4           | 4-4           | 5-4   | 4-4           | 4-4           | 3-4           | 2-3   | 7-3           | 7-3           | 4-3           | 3-2           | 6-4   | 1-3           | 2-4           | 2-3   |        | 72-59          |
| Олимпийские игры             |       |               |               |               |       |               |               |               |       |               |               |               |               |       |               |               |       |        |                |
| Летняя олимпиада             | -     | Не проводился | Не проводился | Не проводился | -     | Не проводился | Не проводился | Не проводился | 1Р    | Не проводился | Не проводился | Не проводился | Не проводился | 2Р    | Не проводился | Не проводился | 1Р    | 0 / 3  | 1-3            |